# Berlin (New Jersey)
Berlin è un borough degli Stati Uniti d'America, nello stato del New Jersey, nella Contea di Camden. Nel 2010 contava 7 588 abitanti.